# Ріклеф Ґроллє
Ріклеф Ганс-Гайнріх Ґроллє (8 серпня 1934, Ольденбурґ — 12 червня 2004, Єна) — німецький бріолог.
Ґроллє — син вчителя, якого призвали на Другу світову війну, і він помер у 1945 році. Ріклеф виріс у будинку своєї матері в Єні. Вже у старшій школі він зацікавився рослинним світом. У 1951 році вступив до Тюринзького ботанічного товариства й перебував під впливом ботаніка Теодора Герцоґа, який зосереджувався на дослідженні мохів.
З 1952 року Ґроллє навчався в Єнському університеті імені Фрідріха Шиллера. Через хворобу на поліомієліт він мусив покинути навчання з ботаніки. Попри сильне оніміння обох ніг та інші обмеження, спричинені хворобою, він повернувся до університету й завершив навчання в 1959 році. Його взяли на роботу дослідником в Інститут дослідження рослин Єнського університету. Він здобув докторський ступінь у 1962 році та зробив різноманітний внесок у таксономічне вивчення мохів.

## Публікації (вибір)
- - Miscellanea hepaticologica 91–100. In: Trans. of the British Bryological Soc. Band 5, 1969, S. 766—774.
  - Nomina generica Hepaticarum; references, types and synonymies. In: Acta Botanica Fennica. Band 121, 1983, S. 1–62.

## Вебпосилання
- Бібліографія. Ріклеф Ґроллє // Німецька національна бібліотека
- Artikelübersicht auf Researchgate.net (mehrsprachig)